# Nick Srnicek
Nick Srnicek (Canada, 1982) è un politologo canadese.

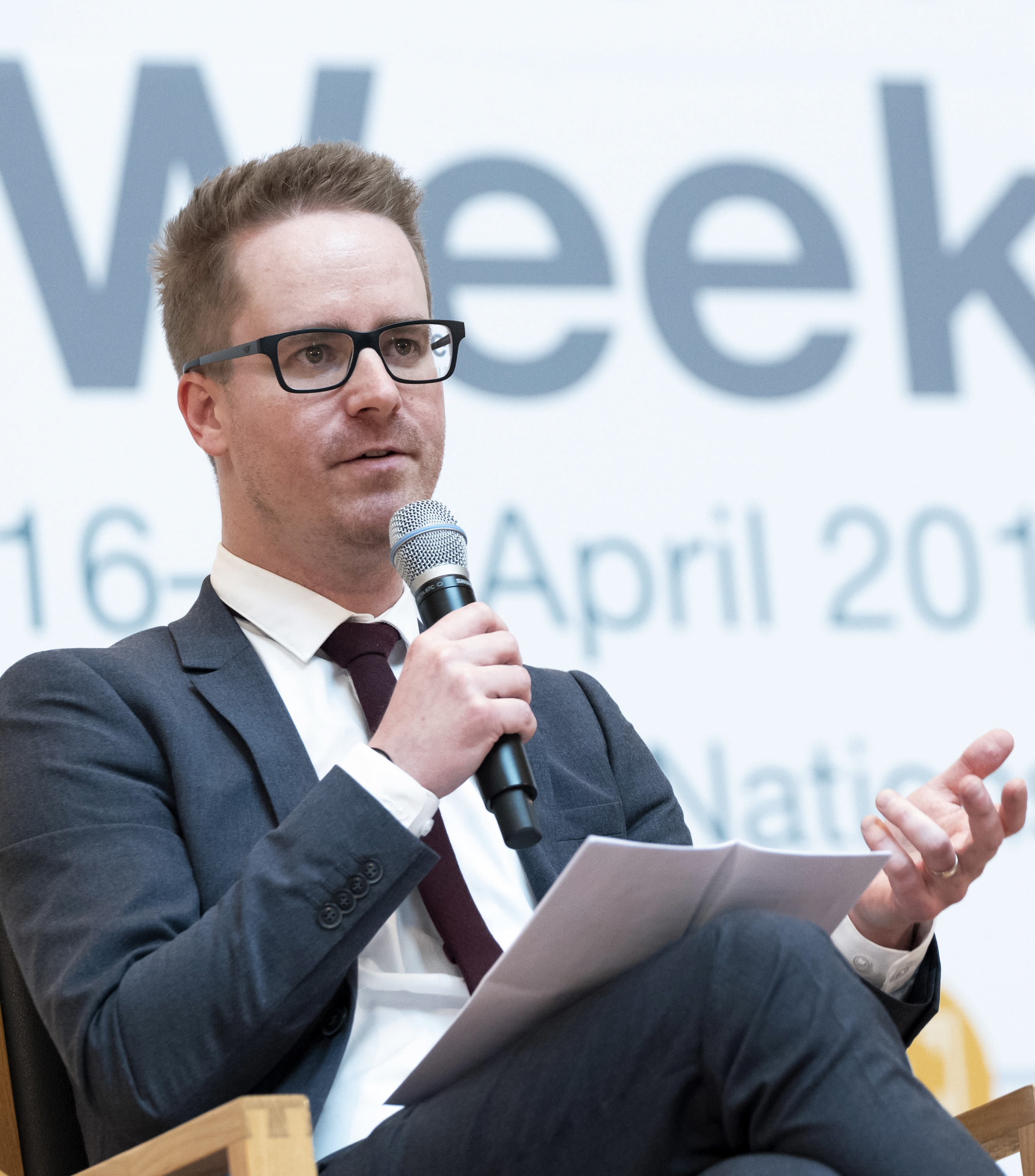
Nick Srnicek

Docente di Digital Economy presso il Department of Digital Humanities del King's College London, è associato alla teoria politica dell'accelerazionismo e di un'economia post-scarsità.

## Biografia
Ha conseguito una doppia laurea in filosofia e in psicologia e un master all'University of Western Ontario nel 2007. Ha poi conseguito un dottorato di ricerca alla London School of Economics and Political Science nel 2013 dissertando una tesi intitolata Representing complexity: the material construction of world politics. È stato Visiting Lecturer alla City University e all'Università di Westminster.

## Opere
- Alex Williams e Nick Srnicek, Inventare il futuro. Per un mondo senza lavoro, Roma, NERO, 2018, ISBN 978-88-8056-009-8.
- Alex Williams e Nick Srnicek, Manifesto accelerazionista, Laterza, 2018, ISBN 9788858131244.
- Helen Hester, Nick Srnicek, Dopo il lavoro. Una storia della casa e della lotta per il tempo libero, Tlon, Roma, 2024.
- Nick Srnicek, Capitalismo digitale: Google, Facebook, Amazon e la nuova economia del web, LUISS University Press, 2017, ISBN 978-88-6105-272-7.